# NGC 2007
NGC 2007 је спирална галаксија у сазвежђу Сликар која се налази на NGC листи објеката дубоког неба.
Деклинација објекта је - 50° 55' 18" а ректасцензија 5h 34m 58,9s. Привидна величина (магнитуда) објекта NGC 2007 износи 13,4 а фотографска магнитуда 14,1. Налази се на удаљености од 54,970 милиона парсека од Сунца. NGC 2007 је још познат и под ознакама ESO 204-19, AM 0533-505, PGC 17478.